# Zbehňov
Zbehňov (in ungherese Zebegnyő) è un comune della Slovacchia facente parte del distretto di Trebišov, nella regione di Košice.